# Cercle athlétique castelsarrasinois
Maillots
Actualités
Dernière mise à jour : 30/05/2022.
Le Cercle athlétique castelsarrasinois (CAC) est un club de rugby à XV basé à Castelsarrasin.
Il a remporté deux fois le championnat de 2e division en 1967 et 1974. Il participe au championnat de France de rugby à XV de 1e division fédérale lors de la saison 2022-2023.

## Histoire
En 1909, un premier club de rugby regroupe les villes de Castelsarrasin et Larrazet.
En 1919, le Cercle athlétique castelsarrasinois, en abrégé le CAC, est officiellement fondé en tant que club omnisports, en intégrant dans sa section rugby le Stade castel-larrazettois. 

### Vainqueur du challenge de l’Essor 1964
Le club remporte le challenge de l’Essor en 1964 après avoir disposé des Landais d’Aire sur Adour en finale.
En 1965, le club en progression atteint les quarts de finale du championnat de France.
En 1966, il parvient en demi-finale du championnat de France mais n'est pas promu en première division.
Les dernières places pour la première division sont attribués à la discrétion du comité de direction de la FFR entre les demi-finaliste du championnat de France de deuxième division et les derniers de leur poule de première division.
La Fédération choisi de repêcher le Stade toulousain, le SBUC, l'US Tyrosse, le CS Bourgoin-Jallieu et le SC Mazamet.

### Ascension vers l’élite du rugby français
En 1967 et 1974, une génération de joueurs castelsarrasinois ramène deux titres nationaux au club. Durant, cette période, le club effectuera quatre aller-retours entre la première et la seconde division. À cette époque, la première division était constituée de 64 clubs réparties en 8 poules de 8 clubs. Pour la saison 1968, le CAC se retrouve notamment avec Béziers, Tarbes, Brive, Carmaux et Lyon et termine la saison invaincu à domicile.
Pour la saison 1970, le CAC se retrouve dans une poule plus difficile avec Grenoble (futur demi-finaliste) et Montferrand (futur finaliste).
Le club descend en 2e division.
À partir des années 1970, la dynamique de restriction de l'élite du championnat national éloigne les clubs des petits communes du haut niveau. En 1978, le CAC quitte définitivement la division nationale.

## Identité visuelle

### Couleurs et maillots
Les couleurs du club sont le rouge et le blanc.

### Logo

Évolution du logo
Logo abandonné en 2021.
Logo depuis 2021.

## Stade
Avant même la création du premier stade de Castelsarrasin, les entrainements et les matchs se déroulent sur son emplacement dès 1910, le long de la route de Toulouse.
En 1923, le stade Ducau est inauguré. Il accueille les activités sportives du club multisports.
En 1967, le stade Adrien Alary lui succède sur le même emplacement.

## Palmarès
| Compétitions nationales                                                  | Compétitions internationales | Autres compétitions |
| - Championnat de France de 2e division : - Vainqueur (2) : 1967 et 1974. |                              |                     |

## Culture

### Jeu
Le CAC a remporté ses titres majeurs de 1967 et 1974 en basant son jeu sur des avants mobiles et agressifs qui alimentaient une ligne de trois-quart très rapide et technique.

## Personnalités du club

### Anciens joueurs
- Jean-Michel Cabanier
- Francis Haget
- Romain Sazy
- Laurent Delboulbès
- David Pignol
- Petre Mitu

### Anciens entraîneurs
- Petre Mitu : 2010-2012
- Raphaël Bastide : 2013-2015

## Anecdotes
Le club des anciens joueurs qui se réunissent pour toucher du ballon se nomme le CAC 40.